# Invertní motor
Invertní motor (též inverzní motor) je motor užívaný převážně v letectví a konstruovaný "vzhůru nohama".

## Technický popis
Jeho konstrukce je obrácená než je obvyklé, je tedy postaven "vzhůru nohama". Kliková hřídel je uložena v horní části bloku motoru, nad válci a hlava (či hlavy) v jeho spodní části. Konstrukčně byly tyto motory řešeny jako řadové i dvouřadé s válci do V.

## Využití
Téměř výhradní využití tohoto typu konstrukce motorů v letectví plyne z velmi výhodné možnosti umístění vrtule v horní části motoru a tím pádem lepší rozložení hmotnosti (nižší těžiště) a také možnost použití nižšího podvozku letadla. V ostatních odvětvích (automobilový a těžký průmysl apod.) není kvůli složitějšímu systému mazání a vyšší konstrukční náročnosti využíván. Několik výrobců experimentovalo s jejich zástavbou do motocyklů.

## Příklad aplikace v praxi
Tento typ motorů vyráběl například Daimler-Benz pro legendární Messerschmitty.